# Christina Schaefer
Christina Schaefer ist eine deutsche Wirtschaftswissenschaftlerin.

## Leben
Nach dem High School Diplom 1986 (Prospect Park) und dem Abitur 1988 studierte sie von 1988 bis 1993 Mathematik an der Universität Hamburg und Abschluss zur Diplom-Mathematikerin. Von 1991 bis 1997 war sie freiberuflich als EDV- und Organisationsberaterin in Versicherungsunternehmen tätig. Von 1993 bis 1997 war sie wissenschaftliche Mitarbeiterin an der Universität Hamburg, Institut für Öffentliche Wirtschaft und Personalwirtschaft. Nach der Promotion 1997 zum Dr. rer. pol., Universität Hamburg war sie von 1997 bis 2004 wissenschaftliche Assistentin an der Universität Hamburg, Institut für Öffentliche Wirtschaft und Personalwirtschaft. Nach der Habilitation 2003 an der Universität Hamburg, Venia Legendi in Allgemeiner Betriebswirtschaftslehre lehrte sie von 2004 bis 2009 als Professorin für Public Management an der HTW Berlin. 2008 lehnte sie den Ruf an die Zeppelin Universität auf eine Professur für Öffentliche Betriebswirtschaftslehre ab. Seit 2010 ist sie als Professorin für Verwaltungswissenschaft, insbesondere Steuerung öffentlicher Organisationen an der Helmut-Schmidt-Universität. Von 2015 bis 2017 war sie Prodekanin der Fakultät für Wirtschafts- und Sozialwissenschaften an der Helmut-Schmidt-Universität. Seit 2017 ist sie Dekanin der Fakultät für Wirtschafts- und Sozialwissenschaften an der Helmut-Schmidt-Universität.

## Schriften (Auswahl)
- Quantitative Ansätze zur Planung der Aufbauorganisation. Mit einem Geleitwort von Lothar Streitferdt. Wiesbaden 1997, ISBN 3-8244-6603-1.
- Steuerung und Kontrolle von Investitionsprozessen. Theoretischer Ansatz und Konkretisierung für das öffentliche Beteiligungscontrolling. Wiesbaden 2004, ISBN 3-8244-9131-1.
- mit Stefan Müller und Ulf Papenfuß: Wirtschaftlichkeitsuntersuchungen in Kommunen. Erstellung, Prüfung, Interpretation. Berlin 2009, ISBN 978-3-503-11435-1.
- mit Frank Witte: Wirtschaftlichkeitsuntersuchungen in Kommunen. Erstellung, Prüfung, Interpretation. Berlin 2014, ISBN 3-503-15631-3.